# Пам'ятки архітектури Голованівського району
У Голованівському районі Кіровоградської області на обліку перебуває 9 пам'яток архітектури.
| № пп | Найменування пам’ятки                 | Датування | Місцезнаходження пам’ятки              | Охорон. номер |
| ---- | ------------------------------------- | --------- | -------------------------------------- | ------------- |
| 1    | Єврейська школа                       | п.20 ст.  | смт Голованівськ, вул. Кірова, 3       | 120-Кв        |
| 2    | Свято-Іоанна Богословська церква      | с.19 ст.  | смт Голованівськ, вул. Леніна,78       | 414-Кв        |
| 3    | Синагога                              | к.19 ст.  | смт Голованівськ, вул. Р.Люксембург, 6 | 119-Кв        |
| 4    | Ігровий будинок                       | 1908 р.   | смт Голованівськ, вул. Піонерська, 11  | 121-Кв        |
| 5    | Водяний млин(мур.)                    | п.20 ст.  | с. Давидівка, вул. Кайнара             | 124-Кв        |
| 6    | Свято-Іоанна Богословська церква      | 1902 р.   | с. Крутеньке, вул. Леніна, 33/а        | 98-Кв         |
| 7    | Садибний будинок контр-адмірала Абази | п.19 ст.  | с. Межирічка, вул. Чкалова             | 122-Кв        |
| 8    | Церква Ікони Казанської Божої Матері  | 1914 р.   | с. Надєждівка, вул. Перемоги           | 99-Кв         |
| 9    | Садибний будинок поміщика Абази       | 1899 р.   | с. Перегонівка, вул. Енгельса,1        | 123-Кв        |
|      |                                       |           |                                        |               |